# Котельниково (Костромская область)
Котельниково — деревня в Антроповском муниципальном районе Костромской области. Административный центр Котельниковского сельского поселения

## География
Находится в центральной части Костромской области на расстоянии приблизительно 31 км на юг по прямой от поселка Антропово, административного центра района.

## История
В XIX — начале XX века деревня входила в состав Макарьевского уезда Костромской губернии. В 1872 году здесь было учтено 18 дворов, в 1907 году —28.

## Население
Постоянное население составляло 87 человек (1872 год), 119 (1897), 156 (1907), 232 в 2002 году (русские 100%), 165 в 2022.